# Danmarks ambassade i Haag
Danmarks ambassade i Haag er Danmarks diplomatiske repræsentation i Nederlandene. Ambassaden blev oprettet i 1957. Ambassadens primære arbejdsområder omfatter politisk dialog og samarbejde, handel og investeringer, kulturudveksling og konsulær bistand til danske statsborgere i Nederlandene.
Ambassaden arbejder også for at styrke samarbejdet mellem danske og nederlandske virksomheder og institutioner, og den arbejder for at øge kendskabet til Danmark i Nederlandene og omvendt.
Ambassaden har også en række samarbejdsprojekter med Nederlandene, herunder inden for miljøbeskyttelse, energi, sundhed og uddannelse.
Ambassaden fungerer også som Danmarks permanente repræsentation ved Organisationen for Forbud mod Kemiske Våben (OPCW), som har til formål at forhindre brugen af kemiske våben og fremme nedrustning på globalt plan.